# Islas Belcher
Las islas Belcher son un archipiélago localizado en la bahía de Hudson en Canadá, pertenecientes al territorio de Nunavut.  El archipiélago cuenta con unas 1500 islas e islotes, siendo la mayor la  isla Flaherty (1 585 km²), la única  isla habitada en la que está, en la costa norte, Sanikiluaq, la aldea más austral de Nunavut. Otras islas principales son las islas Kugong, Moore, Tukarak, Innetallong, Wiegand, Split, Snape e Mavor. 
La geología de las islas Belcher pertenece al Proterozoico. Las expuestas rocas sedimentarias clásticas, así como las ígneas y unidades carbonatadas registran dislocaciones y subsidencias del Cratón Superior. Hay dos grandes series volcánicas en la islas Belcher, la Eskimo y, superpuesta, la serie de Flaherty.
El archipiélago lleva su nombre en reconocimiento a los méritos del marino inglés y explorador del ártico, sir Edward Belcher (1799-1877), aunque nunca navegó por sus aguas.